# Air National Guard
Air National Guard (ANG) (svenska: Flygnationalgardet), är nationalgardeskomponenten i USA:s flygvapen. 
ANG består av flygande förband för taktiska flygtransporter, lufttankning, jaktflyg, flygräddning, taktiskt flygunderstöd, väderspaning, strategiska flygtransporter, sambandsflyg, luftburen radar, ambulansflyg och flygande specialförband. ANG ställer också upp markförband för flygtrafikledning, flygstridsledning, fortifikations- och byggnadsverksamhet, skjutfältsförvaltning, telesäkerhet och militärsjukhus.
Flygnationalgardet hade för budgetåret 2008 en organisationsstyrka om 106 000 soldater, att jämföras med det amerikanska flygvapnets 360 000 soldater. Budgeten uppgick till ca 7,5 miljarder USD.

## Uppdrag

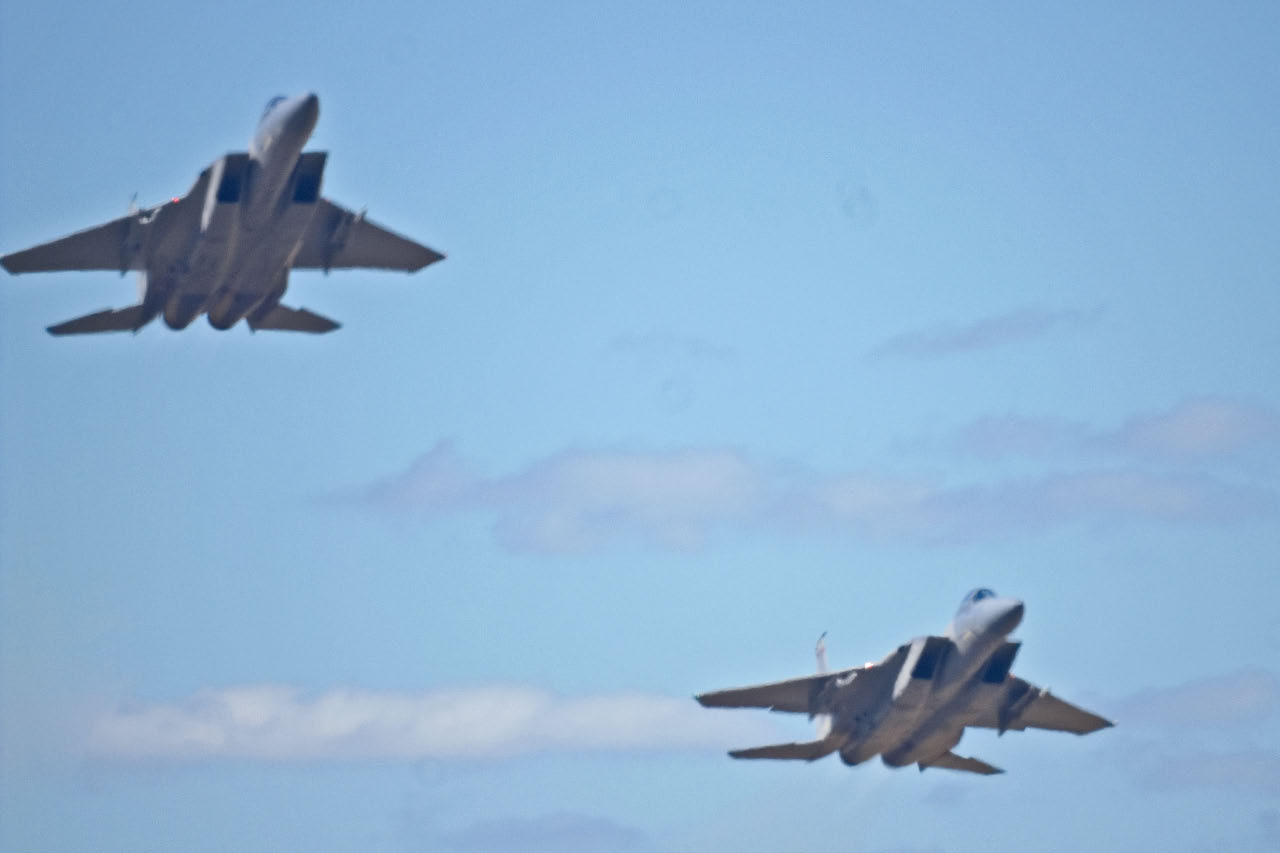
F-15 Eagles från Oregons flygnationalgarde.

Flygnationalgardets federala uppdrag är att producera välutbildade, välutrustade och snabbt mobiliserbara flygande förband för krigs- och fredsinsatser. I fredstid genomför flygnationalgardet humanitära och fredsbevarande uppgifter. Det deltar i de amerikanska operationerna i Afghanistan.
När nationalgardet inte är mobiliserat lyder det under guvernörerna i respektive delstater eller federala territorier. Under delstatlig jurisdiktion har flygnationalgardet till uppdrag att skydda liv och egendom samt upprätthålla allmän ordning och säkerhet. Detta uppdrag uppfylls genom katastrofhjälpsinsatser, flygräddningstjänst, civilförsvarsinsatser och narkotikabekämpning.

## Organisation

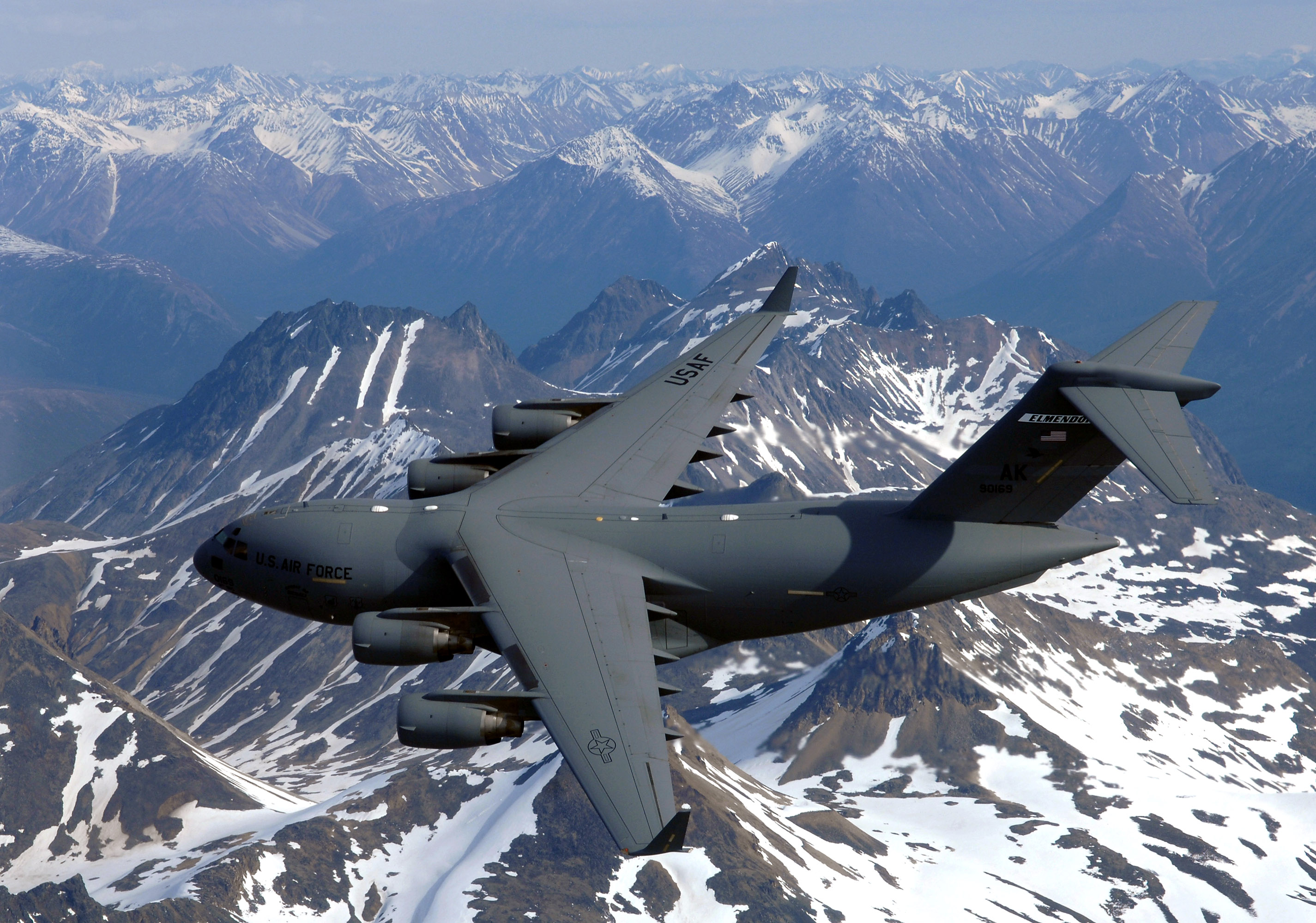
C-17 Globemaster III från Alaskas flygnationalgarde över Alaska Range, 11 juni 2007.

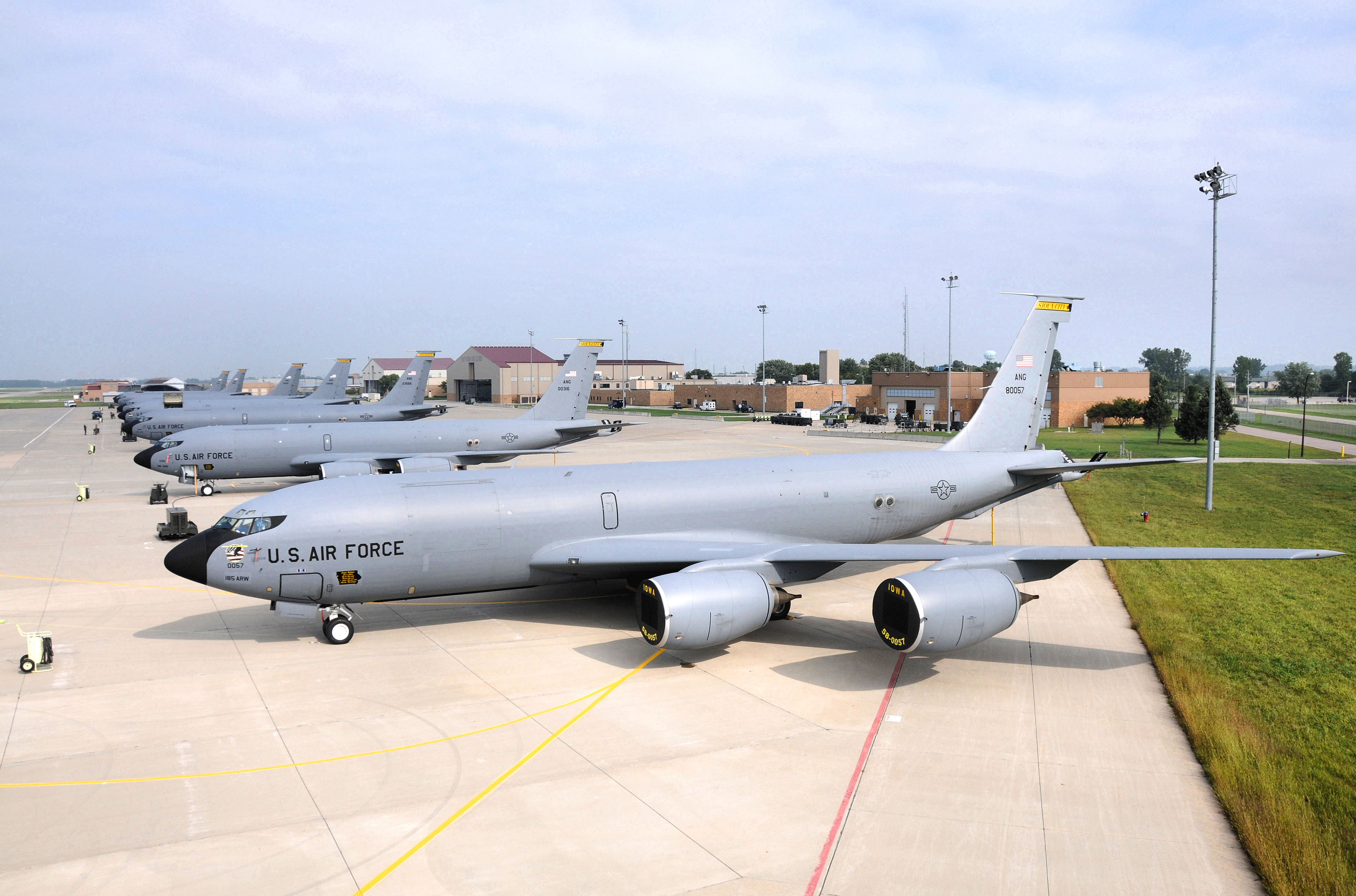
Flera KC-135 Stratotanker från Iowas flygnationalgarde, 8 september 2009.

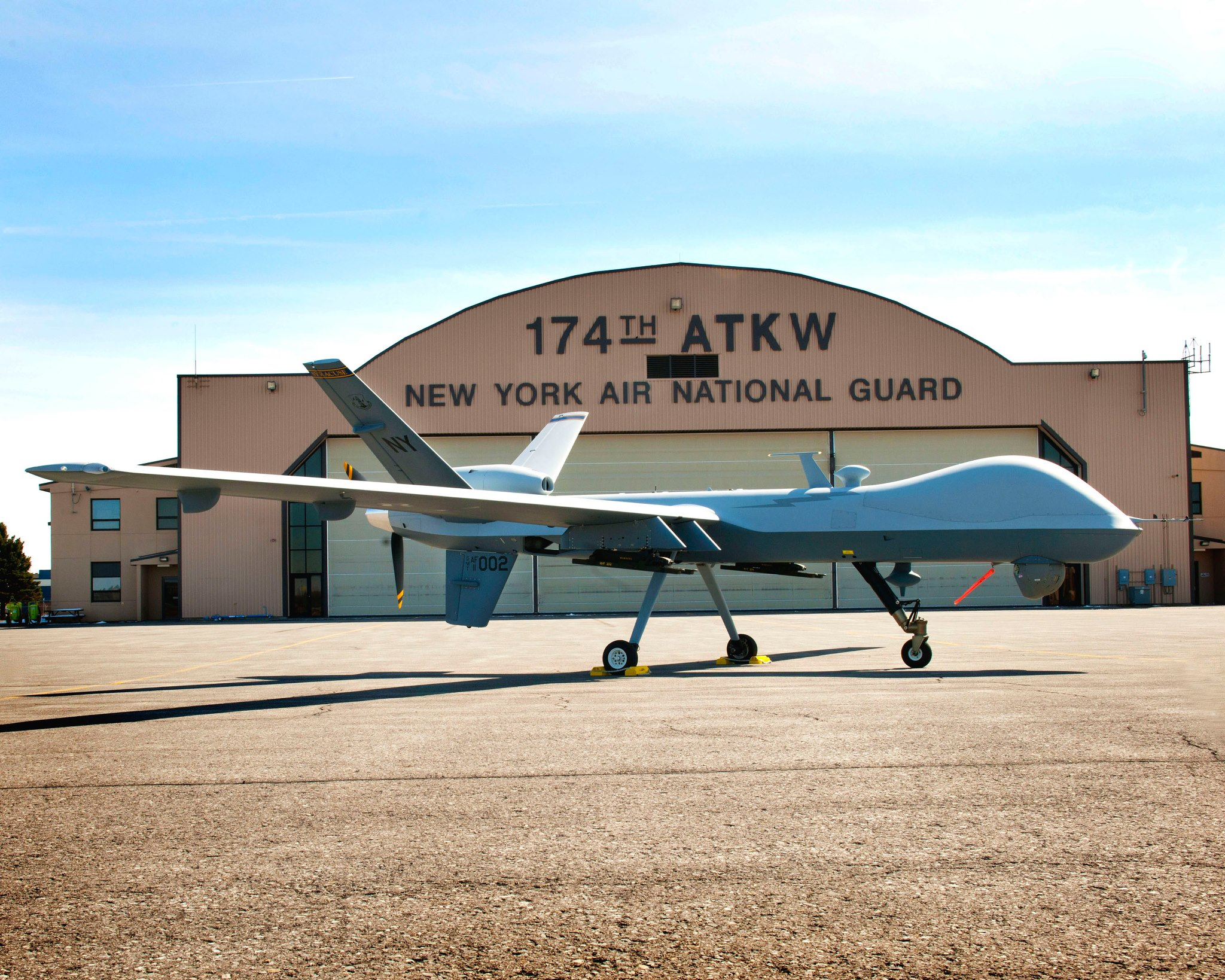
MQ-9 Reaper från 174th Attack Wing i New Yorks flygnationalgarde.

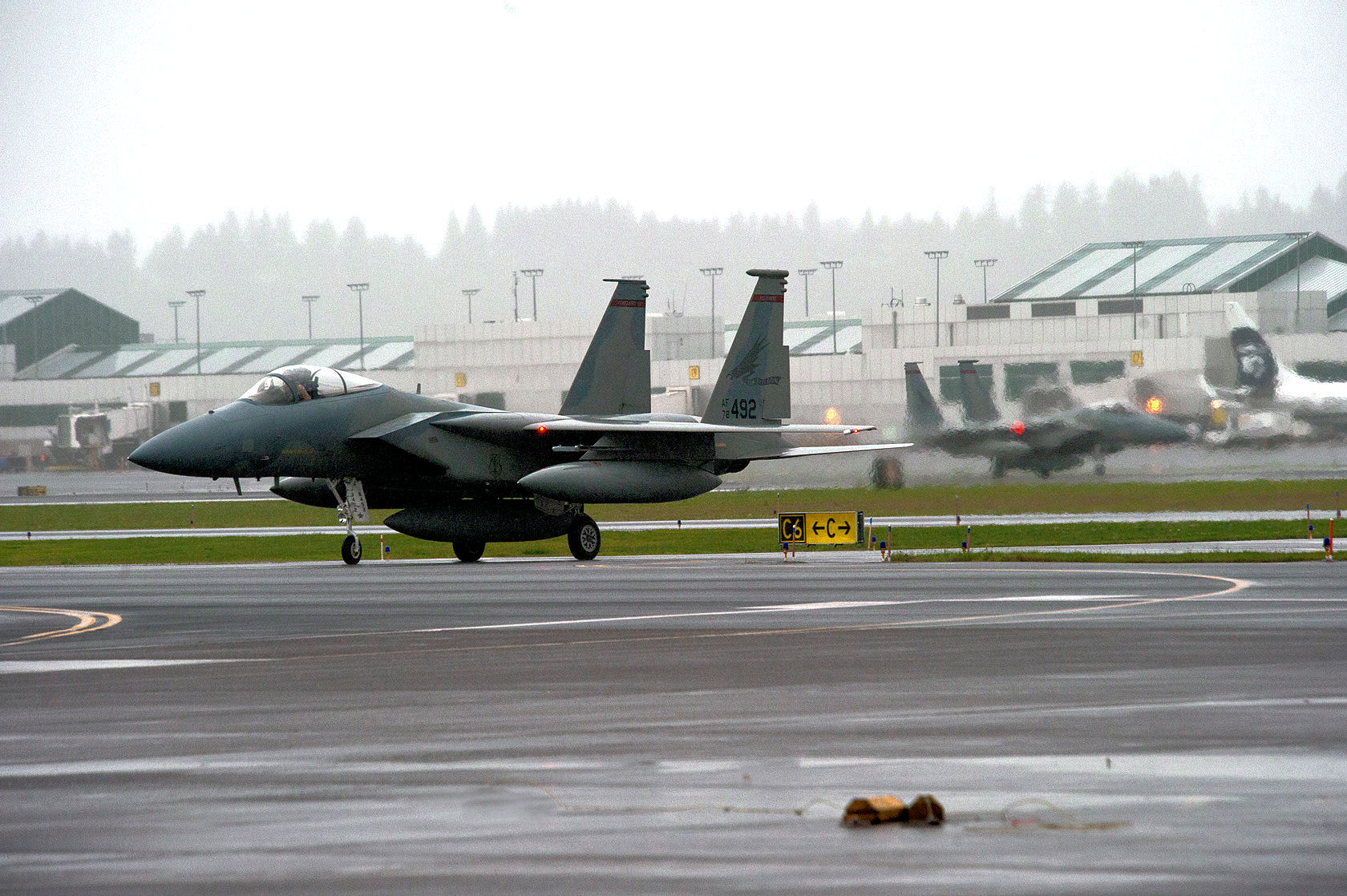
En F-15 Eagle tillhörande Oregons flygnationalgarde återvänder till Portland Air National Guard Base efter övning i Förenade Arabemiraten, 18 november 2010.

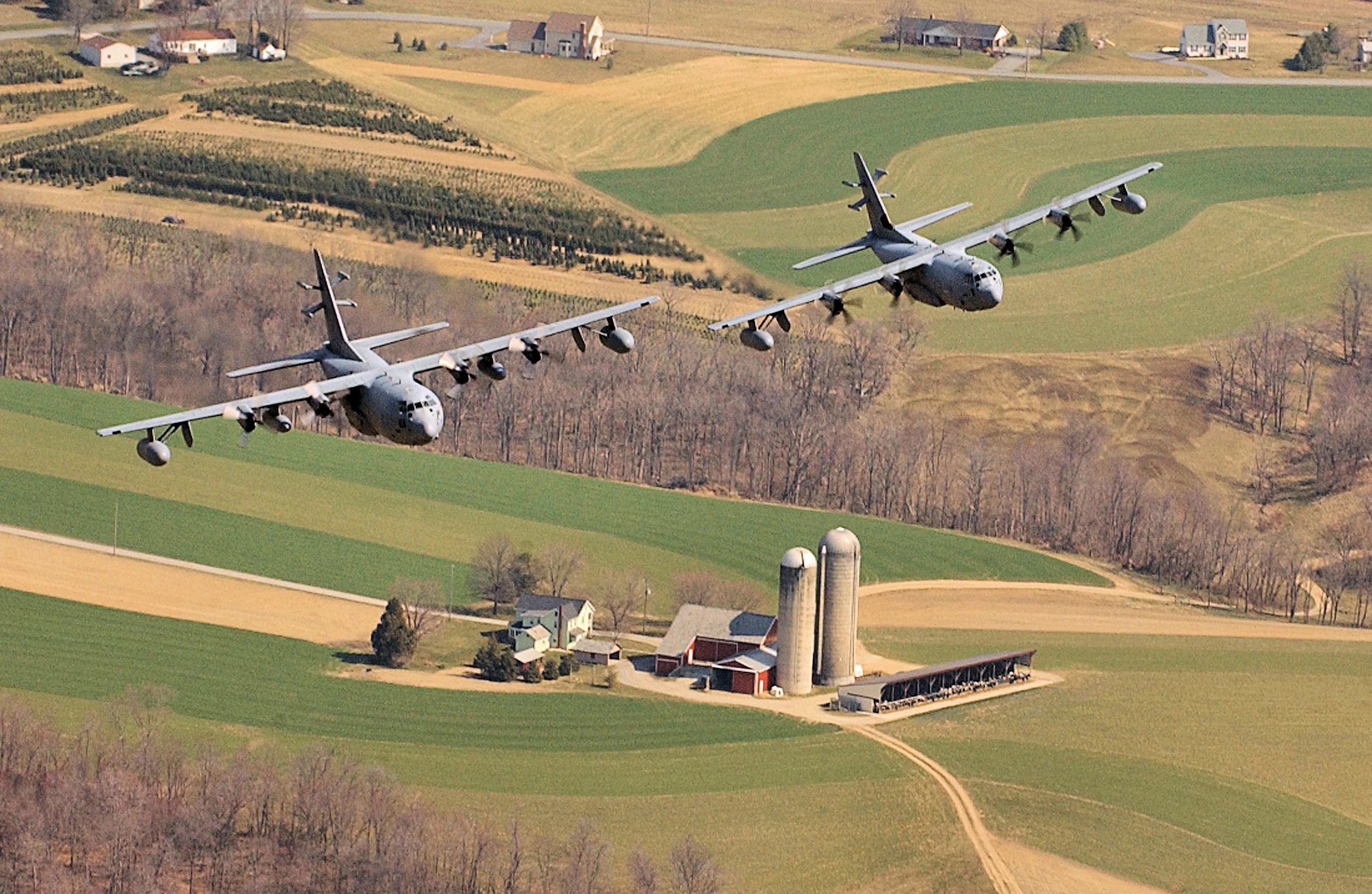
Två C-130 Hercules i olika generationer från Pennsylvanias flygnationalgarde, 28 mars 2006.

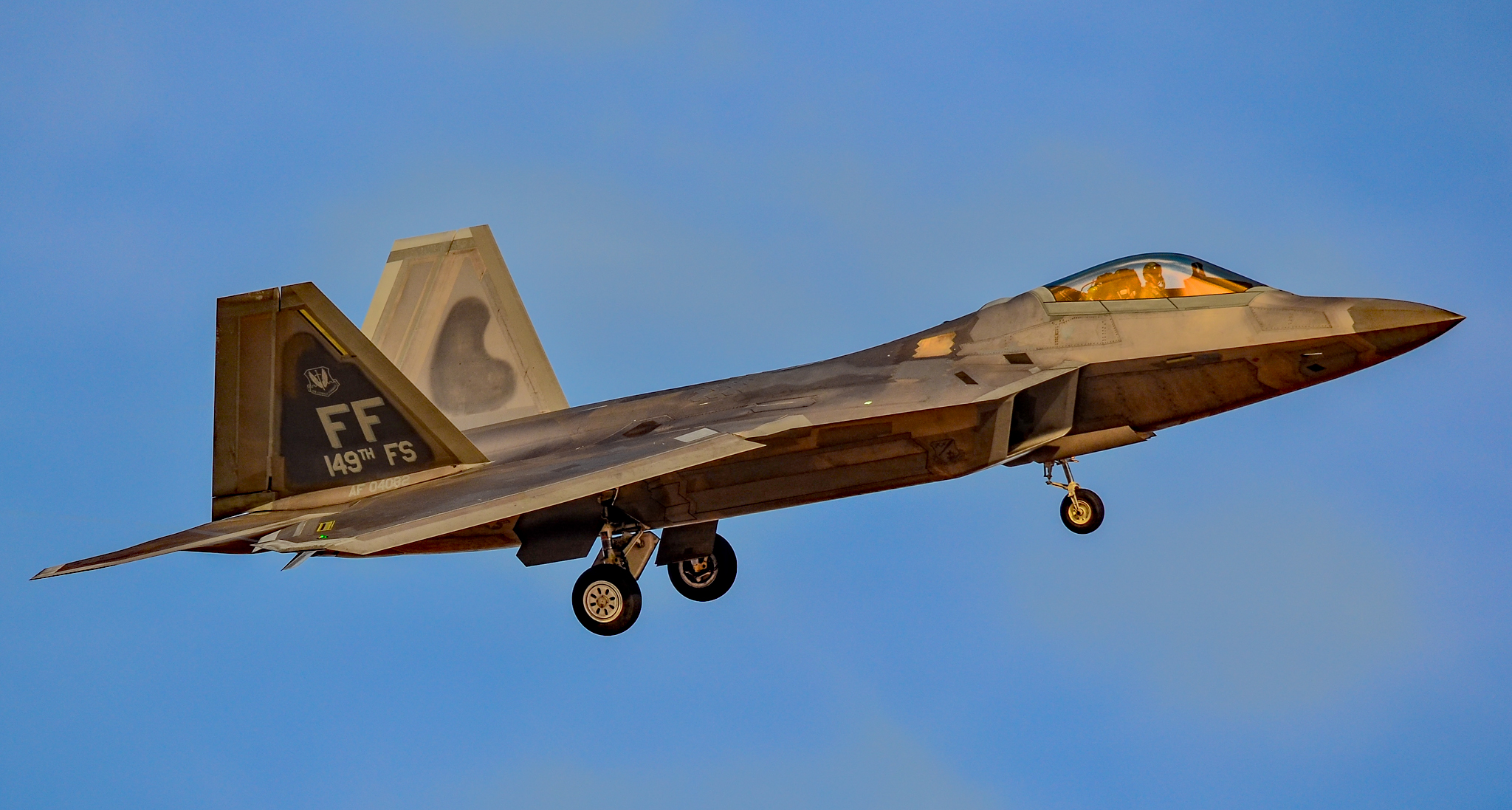
En F-22 Raptor från 192 FW i Virginias flygnationalgarde, 8 februari 2017.

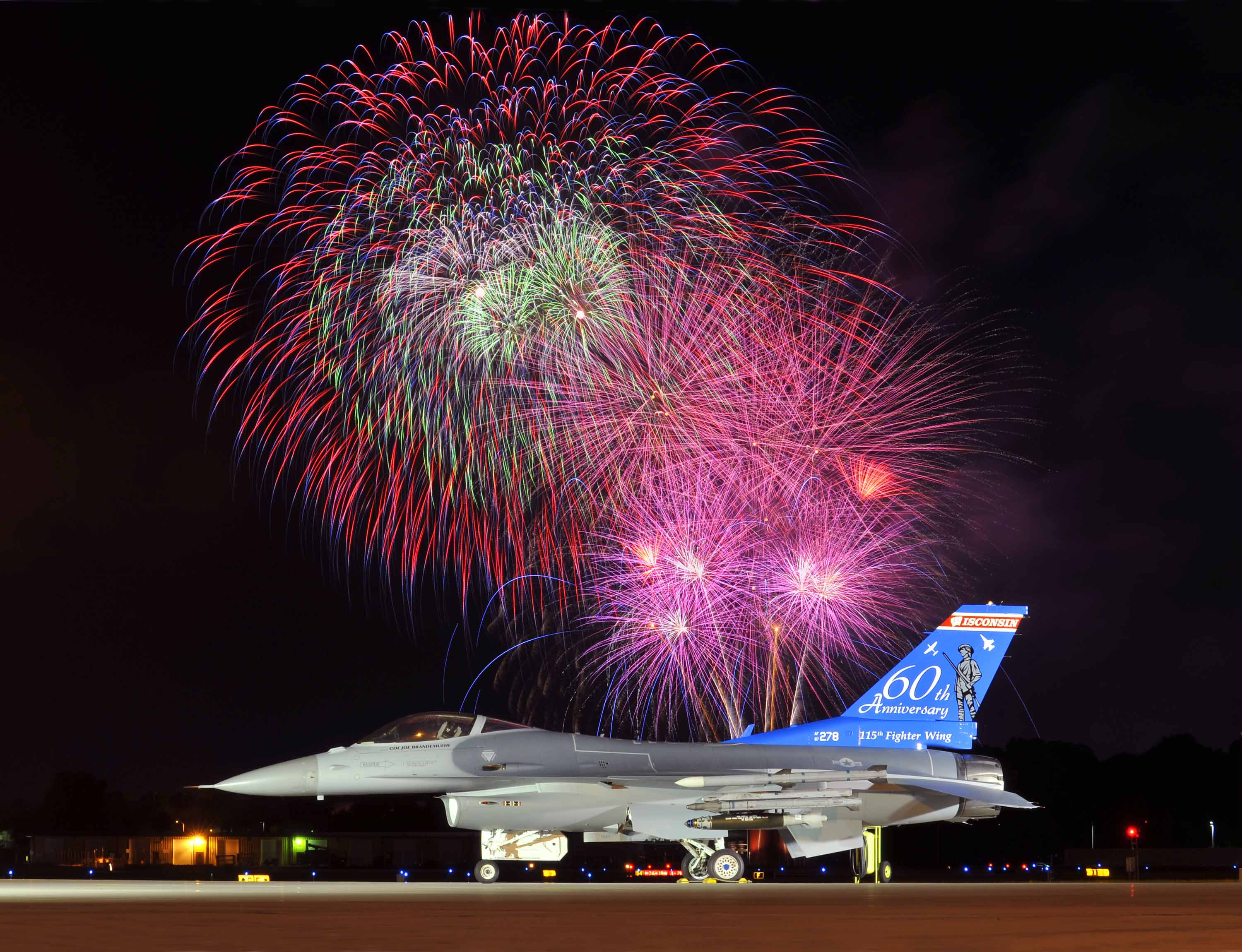
Lockheed Martin F-16 Fighting Falcon från Wisconsins flygnationalgarde, 4 juli 2008.

Flygnationalgardet samordnas, tillsammans med arménationalgardet, centralt av Nationalgardesbyrån (National Guard Bureau), en samfälld byrå inom försvarsdepartementet vars chef rapporterar till försvarsministern och försvarschefen i försvarsgrensövergripande frågor, samt till arméministern och arméstabschefen i frågor som rör armén och till flygvapenministern och flygvapenstabschefen i frågor som rör flygvapnet.
På delstatsnivå är varje flygnationalgarde underställt respektive delstats guvernör genom delstatens generaladjutant.
Det fanns 88 flygande förband (flygdivisioner) och 579 markförband 2008.

### Flygnationalgarden

#### Delstater

##### Alabama
| Vapensköld | Namn                              | Basering                           | Flygplanstyp         | Not   |
|            | 117th Air Refueling Wing          | Birmingham Air National Guard Base | KC-135 Stratotanker  |       |
|            | 187th Fighter Wing                | Montgomery Air National Guard Base | F-16 Fighting Falcon | [ 3 ] |
|            | 226th Combat Communications Group | Abston Air National Guard Station  | –                    |       |

##### Alaska
| Vapensköld | Namn                     | Basering                        | Flygplanstyp                                | Not   |
|            | 168th Air Refueling Wing | Eielson Air Force Base          | KC-135 Stratotanker                         | [ 4 ] |
|            | 176th Wing               | Joint Base Elmendorf-Richardson | C-17 Globemaster III HC-130 HH-60 Pave Hawk | [ 5 ] |

##### Arizona
| Vapensköld | Namn                       | Basering                          | Flygplanstyp                     | Not   |
|            | 161st Air Refueling Wing   | Goldwater Air National Guard Base | KC-135 Stratotanker              |       |
|            | 162nd Wing                 | Morris Air National Guard Base    | F-16 Fighting Falcon MQ-9 Reaper | [ 6 ] |
|            | 214th Reconnaissance Group | Davis-Monthan Air Force Base      | MQ-1 Predator                    |       |

##### Arkansas
| Vapensköld | Namn               | Basering                       | Flygplanstyp   | Not |
|            | 188th Wing         | Ebbing Air National Guard Base | MQ-9 Reaper    |     |
|            | 189th Airlift Wing | Little Rock Air Force Base     | C-130 Hercules |     |

##### Colorado
| Vapensköld | Namn       | Basering                 | Flygplanstyp                      | Not   |
|            | 140th Wing | Buckley Space Force Base | C-21 Learjet F-16 Fighting Falcon | [ 7 ] |

##### Connecticut
| Vapensköld | Namn               | Basering                        | Flygplanstyp   | Not |
|            | 103rd Airlift Wing | Bradley Air National Guard Base | C-130 Hercules |     |

##### Delaware
| Vapensköld | Namn               | Basering                           | Flygplanstyp   | Not |
|            | 166th Airlift Wing | New Castle Air National Guard Base | C-130 Hercules |     |

##### Florida
| Vapensköld | Namn               | Basering                             | Flygplanstyp           | Not |
|            | 125th Fighter Wing | Jacksonville Air National Guard Base | F-15 Eagle V-22 Osprey |     |

##### Georgia
| Vapensköld | Namn                   | Basering                         | Flygplanstyp    | Not |
|            | 116th Air Control Wing | Robins Air Force Base            | E-8 Joint STARS |     |
|            | 165th Airlift Wing     | Savannah Air National Guard Base | C-130 Hercules  |     |

##### Hawaii
| Vapensköld | Namn       | Basering              | Flygplanstyp                                         | Not   |
|            | 154th Wing | Hickam Air Force Base | C-17 Globemaster III F-22 Raptor KC-135 Stratotanker | [ 8 ] |

##### Indiana
| Vapensköld | Namn                    | Basering                             | Flygplanstyp        | Not    |
|            | 122nd Fighter Wing      | Fort Wayne Air National Guard Base   | A-10 Thunderbolt II | [ 9 ]  |
|            | 181st Intelligence Wing | Hulman Field Air National Guard Base | –                   | [ 10 ] |

##### Illinois
| Vapensköld | Namn                     | Basering                                   | Flygplanstyp        | Not |
|            | 126th Air Refueling Wing | Scott Air Force Base                       | KC-135 Stratotanker |     |
|            | 182nd Airlift Wing       | Peoria Air National Guard Base             | C-130 Hercules      |     |
|            | 183rd Wing               | Capital Airport Air National Guard Station | –                   |     |

##### Iowa
| Vapensköld | Namn                     | Basering                           | Flygplanstyp        | Not |
|            | 132nd Wing               | Des Moines Air National Guard Base | MQ-9 Reaper         |     |
|            | 185th Air Refueling Wing | Sioux City Air National Guard Base | KC-135 Stratotanker |     |

##### Kalifornien
| Vapensköld | Namn               | Basering                       | Flygplanstyp           | Not    |
|            | 129th Rescue Wing  | Moffett Federal Airfield       | HH-60 Pave Hawk HC-130 | [ 11 ] |
|            | 144th Fighter Wing | Fresno Air National Guard Base | F-15 Eagle             | [ 12 ] |
|            | 146th Airlift Wing | Naval Air Station Point Mugu   | C-130J Super Hercules  | [ 13 ] |
|            | 163rd Attack Wing  | March Air Reserve Base         | MQ-9 Reaper            | [ 14 ] |

##### Kansas
| Vapensköld | Namn                     | Basering                             | Flygplanstyp        | Not |
|            | 184th Wing               | McConnell Air Force Base             | –                   |     |
|            | 190th Air Refueling Wing | Forbes Field Air National Guard Base | KC-135 Stratotanker |     |

##### Kentucky
| Vapensköld | Namn               | Basering                           | Flygplanstyp          | Not |
|            | 123rd Airlift Wing | Louisville Air National Guard Base | C-130J Super Hercules |     |

##### Louisiana
| Vapensköld | Namn               | Basering                                         | Flygplanstyp | Not |
|            | 159th Fighter Wing | Naval Air Station Joint Reserve Base New Orleans | F-15 Eagle   |     |

##### Maine
| Vapensköld | Namn                     | Basering                       | Flygplanstyp        | Not |
|            | 101st Air Refueling Wing | Bangor Air National Guard Base | KC-135 Stratotanker |     |

##### Maryland
| Vapensköld | Namn       | Basering                         | Flygplanstyp        | Not |
|            | 175th Wing | Warfield Air National Guard Base | A-10 Thunderbolt II |     |

##### Massachusetts
| Vapensköld | Namn                                            | Basering                       | Flygplanstyp | Not |
|            | 102nd Intelligence Wing                         | Otis Air National Guard Base   | –            |     |
|            | 104th Fighter Wing                              | Barnes Air National Guard Base | F-15 Eagle   |     |
|            | 253rd Cyberspace Engineering Installation Group | Otis Air National Guard Base   | –            |     |

##### Michigan
| Vapensköld | Namn              | Basering                             | Flygplanstyp                            | Not |
|            | 110th Attack Wing | Battle Creek Air National Guard Base | MQ-9 Reaper                             |     |
|            | 127th Wing        | Selfridge Air National Guard Base    | A-10 Thunderbolt II KC-135 Stratotanker |     |

##### Minnesota
| Vapensköld | Namn               | Basering                                         | Flygplanstyp         | Not    |
|            | 133rd Airlift Wing | Minneapolis–Saint Paul Joint Air Reserve Station | C-130 Hercules       | [ 15 ] |
|            | 148th Fighter Wing | Duluth Air National Guard Base                   | F-16 Fighting Falcon | [ 16 ] |

##### Mississippi
| Vapensköld | Namn                     | Basering                                        | Flygplanstyp         | Not |
|            | 172nd Airlift Wing       | Allen C. Thompson Field Air National Guard Base | C-17 Globemaster III |     |
|            | 186th Air Refueling Wing | Key Field Air National Guard Base               | KC-135 Stratotanker  |     |

##### Missouri
| Vapensköld | Namn               | Basering                          | Flygplanstyp   | Not |
|            | 131st Bomb Wing    | Whiteman Air Force Base           | B-2 Spirit     |     |
|            | 139th Airlift Wing | Rosecrans Air National Guard Base | C-130 Hercules |     |

##### Montana
| Vapensköld | Namn               | Basering                            | Flygplanstyp   | Not |
|            | 120th Airlift Wing | Great Falls Air National Guard Base | C-130 Hercules |     |

##### Nebraska
| Vapensköld | Namn                     | Basering                        | Flygplanstyp        | Not |
|            | 155th Air Refueling Wing | Lincoln Air National Guard Base | KC-135 Stratotanker |     |

##### Nevada
| Vapensköld | Namn               | Basering                       | Flygplanstyp   | Not |
|            | 152nd Airlift Wing | Nevada Air National Guard Base | C-130 Hercules |     |

##### New Hampshire
| Vapensköld | Namn                     | Basering                      | Flygplanstyp  | Not |
|            | 157th Air Refueling Wing | Pease Air National Guard Base | KC-46 Pegasus |     |

##### New Jersey
| Vapensköld | Namn                     | Basering                              | Flygplanstyp         | Not |
|            | 108th Air Refueling Wing | McGuire Air Force Base                | KC-135 Stratotanker  |     |
|            | 177th Fighter Wing       | Atlantic City Air National Guard Base | F-16 Fighting Falcon |     |

##### New Mexico
| Vapensköld | Namn                          | Basering                | Flygplanstyp                               | Not |
|            | 150th Special Operations Wing | Kirtland Air Force Base | C-130 Hercules HH-60 Pave Hawk V-22 Osprey |     |

##### New York
| Vapensköld | Namn               | Basering                                    | Flygplanstyp           | Not    |
|            | 105th Airlift Wing | Stewart Air National Guard Base             | C-17 Globemaster III   | [ 17 ] |
|            | 106th Rescue Wing  | Francis S. Gabreski Air National Guard Base | HH-60 Pave Hawk HC-130 | [ 18 ] |
|            | 107th Attack Wing  | Niagara Falls Air Reserve Station           | MQ-9 Reaper            | [ 19 ] |
|            | 109th Airlift Wing | Stratton Air National Guard Base            | LC-130                 | [ 20 ] |
|            | 174th Attack Wing  | Hancock Field Air National Guard Base       | MQ-9 Reaper            | [ 21 ] |

##### North Carolina
| Vapensköld | Namn               | Basering                          | Flygplanstyp         | Not |
|            | 145th Airlift Wing | Charlotte Air National Guard Base | C-17 Globemaster III |     |

##### North Dakota
| Vapensköld | Namn       | Basering                      | Flygplanstyp | Not |
|            | 119th Wing | Fargo Air National Guard Base | MQ-9 Reaper  |     |

##### Ohio
| Vapensköld | Namn                                            | Basering                               | Flygplanstyp         | Not    |
|            | 121st Air Refueling Wing                        | Rickenbacker Air National Guard Base   | KC-135 Stratotanker  |        |
|            | 178th Wing                                      | Springfield Air National Guard Base    | MQ-9 Reaper          |        |
|            | 179th Airlift Wing                              | Mansfield Lahm Air National Guard Base | C-130 Hercules       | [ 22 ] |
|            | 180th Fighter Wing                              | Toledo Air National Guard Base         | F-16 Fighting Falcon |        |
|            | 251st Cyberspace Engineering Installation Group | Springfield Air National Guard Base    | –                    |        |

##### Oklahoma
| Vapensköld | Namn                     | Basering                      | Flygplanstyp         | Not |
|            | 137th Air Refueling Wing | Tinker Air Force Base         | MC-12W Liberty       |     |
|            | 138th Fighter Wing       | Tulsa Air National Guard Base | F-16 Fighting Falcon |     |

##### Oregon
| Vapensköld | Namn               | Basering                               | Flygplanstyp | Not    |
|            | 142nd Fighter Wing | Portland Air National Guard Base       | F-15 Eagle   | [ 23 ] |
|            | 173rd Fighter Wing | Kingsley Field Air National Guard Base | F-15 Eagle   | [ 24 ] |

##### Pennsylvania
| Vapensköld | Namn                          | Basering                           | Flygplanstyp        | Not |
|            | 111th Attack Wing             | Biddle Air National Guard Base     | MQ-9 Reaper         |     |
|            | 171st Air Refueling Wing      | Pittsburgh IAP Air Reserve Station | KC-135 Stratotanker |     |
|            | 193rd Special Operations Wing | Harrisburg Air National Guard Base | EC-130              |     |

##### Rhode Island
| Vapensköld | Namn               | Basering                                 | Flygplanstyp          | Not |
|            | 143rd Airlift Wing | Quonset Point Air National Guard Station | C-130J Super Hercules |     |

##### South Carolina
| Vapensköld | Namn               | Basering                           | Flygplanstyp         | Not |
|            | 169th Fighter Wing | McEntire Joint National Guard Base | F-16 Fighting Falcon |     |

##### South Dakota
| Vapensköld | Namn               | Basering                                  | Flygplanstyp         | Not |
|            | 114th Fighter Wing | Joe Foss Field Air National Guard Station | F-16 Fighting Falcon |     |

##### Tennessee
| Vapensköld | Namn                     | Basering                             | Flygplanstyp         | Not |
|            | 118th Wing               | Joint Base Berry Field               | MQ-9 Reaper          |     |
|            | 134th Air Refueling Wing | McGhee Tyson Air National Guard Base | KC-135 Stratotanker  |     |
|            | 164th Airlift Wing       | Memphis Air National Guard Base      | C-17 Globemaster III |     |

##### Texas
| Vapensköld | Namn               | Basering                                        | Flygplanstyp          | Not |
|            | 136th Airlift Wing | Naval Air Station Joint Reserve Base Fort Worth | C-130J Super Hercules |     |
|            | 147th Attack Wing  | Ellington Field Joint Reserve Base              | MQ-9 Reaper           |     |
|            | 149th Fighter Wing | Lackland Air Force Base/Kelly Field Annex       | F-16 Fighting Falcon  |     |

##### Utah
| Vapensköld | Namn                     | Basering                                 | Flygplanstyp        | Not |
|            | 151st Air Refueling Wing | Roland R. Wright Air National Guard Base | KC-135 Stratotanker |     |

##### Vermont
| Vapensköld | Namn               | Basering                           | Flygplanstyp         | Not |
|            | 158th Fighter Wing | Burlington Air National Guard Base | F-16 Fighting Falcon |     |

##### Virginia
| Vapensköld | Namn               | Basering               | Flygplanstyp | Not    |
|            | 192nd Fighter Wing | Langley Air Force Base | F-22 Raptor  | [ 25 ] |

##### Washington
| Vapensköld | Namn                     | Basering                 | Flygplanstyp        | Not |
|            | 141st Air Refueling Wing | Fairchild Air Force Base | KC-135 Stratotanker |     |
|            | 194th Wing               | Joint Base Lewis-McChord | –                   |     |

##### West Virginia
| Vapensköld | Namn               | Basering                               | Flygplanstyp          | Not |
|            | 130th Airlift Wing | McLaughlin Air National Guard Base     | C-130J Super Hercules |     |
|            | 167th Airlift Wing | Shepherd Field Air National Guard Base | C-17 Globemaster III  |     |

##### Wisconsin
| Vapensköld | Namn                     | Basering                                 | Flygplanstyp         | Not    |
|            | 115th Figher Wing        | Truax Field Air National Guard Base      | F-16 Fighting Falcon | [ 26 ] |
|            | 128th Air Refueling Wing | General Mitchell Air National Guard Base | KC-135 Stratotanker  | [ 27 ] |

##### Wyoming
| Vapensköld | Namn               | Basering                         | Flygplanstyp   | Not |
|            | 153rd Airlift Wing | Cheyenne Air National Guard Base | C-130 Hercules |     |

#### Federala distrikt och territorier

##### Amerikanska Jungfruöarna
- 285th Civil Engineering Squadron, St. Croix ANGS

##### District of Columbia
| Vapensköld | Namn       | Basering           | Flygplanstyp                                    | Not    |
|            | 113th Wing | Joint Base Andrews | C-40 Clipper C-38A Courier F-16 Fighting Falcon | [ 28 ] |

##### Guam
- 254th Air Base Group, Andersen Air Force Base

##### Puerto Rico
- 156th Airlift Wing, Muniz ANGB
- 141st Air Control Squadron, Rafael Hernández Airport